# El expediente H.
El expediente H. (en albanés, Dosja H.) es una novela del escritor albanés Ismaíl Kadaré, publicada en 1981.

## Sinopsis argumental
Dos eruditos expertos en Homero (de donde la H del título) de la Universidad de Harvard viajan hasta el corazón de la Albania rural para investigar las maneras de transmisión de la poesía épica oral. En plenos años 1930, supone tropezar con obstáculos provenientes de una mentalidad provinciana, y temores del gobernador de que puedan ser espías...La obra se inspira parcialmente en el viaje que realmente emprendieron Milman Parry y Albert Lord a los Balcanes para investigar la tradición épica oral en serbocroata. La traducción española: El expediente H., traducción de Ramón Sánchez Lizarralde, Madrid: Alianza Editorial, 2001, 179 páginas. ISBN 978-84-206-7258-8.